# Danae-klass
Danae- eller D-klassen var en klass av åtta lätta kryssare som byggdes för Royal Navy i slutet av första världskriget och som också användes under andra världskriget.

## Design

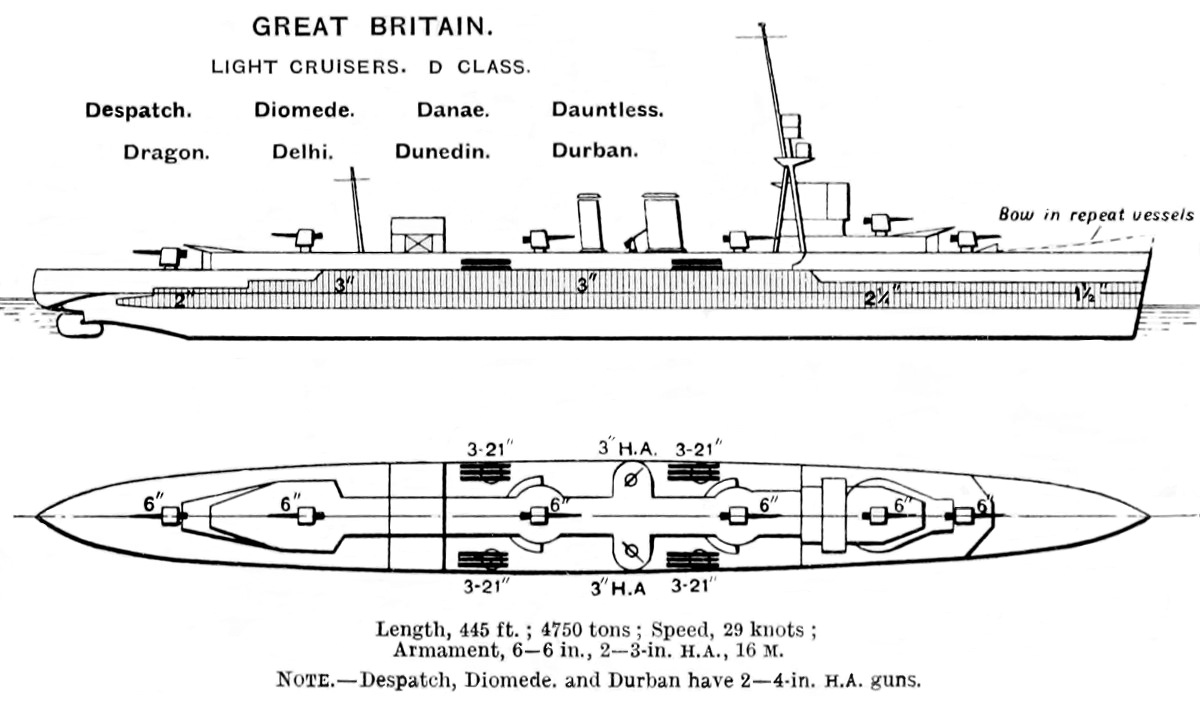
Ritning på en D-klass kryssare från Brassey's Naval Annual 1923.

Danae-klassen var baserade på designen av den föregående C-serien, men förlängdes med 6 meter för att möjliggöra en sjätte 15,2 cm kanon. Dessutom ersattes de dubbla torpedtuberna i C-klassen av tredubbla, vilket gav Danae-skeppen totalt tolv torpedtuber, den tyngsta torpedbeväpningen för en kryssare vid den tiden. Maskineriet och den allmänna utformningen var i övrigt densamma som för Ceres-gruppen av kryssare i C-klassen. Danae, Dauntless och Dragon beställdes dock före Capetown-gruppen och hade därför inte den förbättrade bogkonstruktionen hos den senare. C-klassen drabbades av mycket vattenstänk i fören, så i Capetown-gruppen ändrades fören till en så kallad "trålar-för". Den nya fören var så framgångsrik att den införlivades i alla efterföljande brittiska kryssare (utom Birmingham från 1935 som färdigställdes utan). Despatch och Diomede fick sin bredd utökad med 15 cm för att öka stabiliteten och Dragon och Dauntless färdigställdes med en hangar för ett pontonflygplan inbyggd i bryggan. Delhi, Dunedin, Durban, Despatch och Diomede försågs med flygdäck i aktern för ett hjulförsett-flygplan. Despatch och Diomede kompletterades med 10,2 cm luftvärnskanoner istället för 7,6 cm kanoner som på sina systerfartyg och på Diomede monterades "A"-kanonen i ett väderbeständigt hölje av typ CP Mark XVI, en uppmuntrande utveckling för kanonbesättningar som hittills varit utsatta för elementen på backen.

## Modifieringar

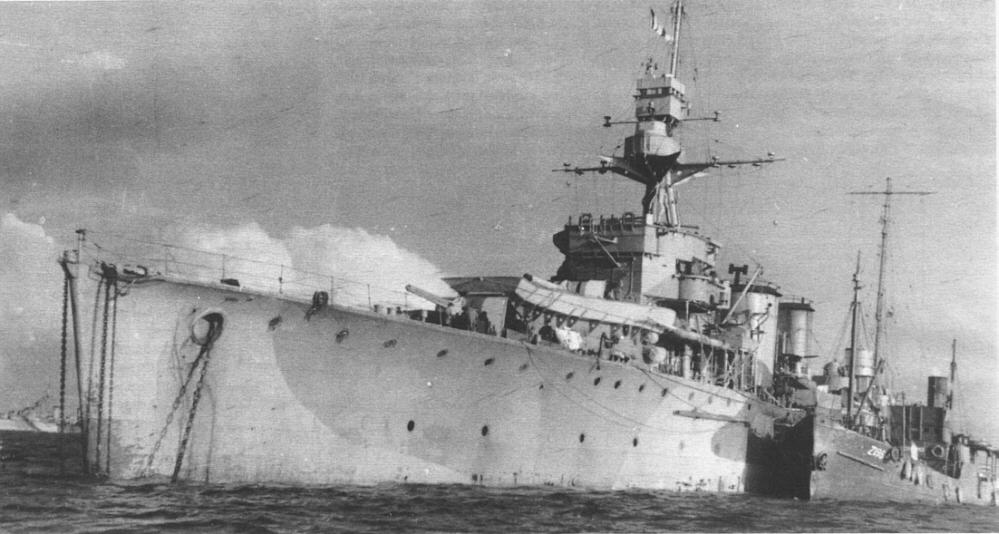
ORP Dragon, tidigare HMS Dragon.

Lärdomar från Skagerrakslaget tillämpades och skyddet förbättrades. Ytterligare torpedtuber och sjunkbomber installerades också. Mk XII 15,2 cm kanonen behölls, men i Diomede användes en ny prototyp av ett kanonhus (med större höjd) som visade sig vara mycket tillfredsställande för besättningen.
Under mellankrigstiden hade alla fartyg sitt luftvärn standardiserad till tre QF 10,2 cm Mark V-kanoner på HA Mark III fästen, med en QF 40 mm Mk.II-kanon på varje bryggvinge. All flygplansutrustning togs bort och Dragon och Dauntless fick sina bryggor ombyggda till samma stil som resten av klassen.
Tidiga modifieringar under andra världskriget innebar bland annat att en Type 286 radar lades till på förmasten och senare en Type 273 eldledningsradar på strålkastarplattformen mittskepps. Mellan 6 och 8 stycken 20 mm Oerlikon-kanoner lades till och ersatte de gamla 40 mm kanonerna på bryggvingarna, på vardera sidan om P- och Q-kanonerna och på kvartsdäcket. 1942 fick Dauntless (och 1943 Danae) den akterligt placerade 10,2 cm kanonen ersatt av en fyrdubbel Mark VII montering för 40 mm Mark VIII-kanoner och 1943 fick Danae och Dragon "P"-kanonen och det främre paret av 10,2 cm kanoner ersatta av två sådana uppsättningar. Dragon och Danae byggdes om igen 1943 och fick de bakre 10,2 cm och 40 mm kanonerna ersatta av en Mark XIX dubbelmontering för QF 10,2 cm Mark XVI-kanonen. Danae fick också dubbla i stället för enkla Oerlikon-fästen och fick senare ett par enkelmonterade Bofors 40 mm automatkanoner. Diomedes torpedtuber togs bort 1943 och ersattes av ett "Hazemeyer" Mark IV tvillingfäste och två Mark II enkelfästen för Bofors-kanoner.

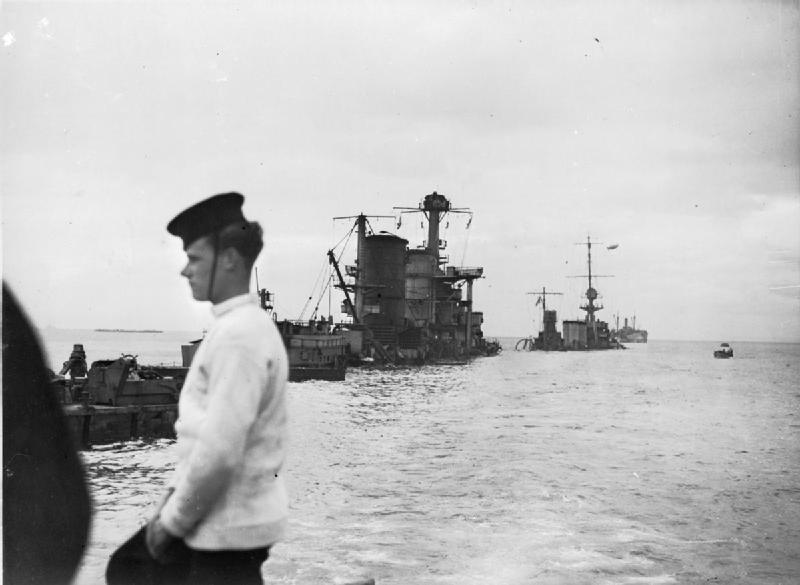
Durban delvis sänkt som en vågbrytare.

Mellan 1941 och 1942 byggdes Delhi om i USA till en luftvärnskryssare. All beväpning togs bort och fem 12,7 cm L/38 Mark 12-kanoner i Mark 30-monteringar lades till. Dessa styrdes av ett par Mark 37-eldledningssystem. Kanonerna monterades på alla utom den tidigare P-positionen. Hon hade en ny brygga och lätta trippelmaster i för- och akterled, med en spaningsradar av Type 291. En eldledningsradar av Type 273 lades till mittskepps och en Type 285 på Mark 37 FCS för målavstånd och bäring. Det lätta luftvärnet bestod av två fyrdubbla 40 mm i Mark VII montage, ett par dubbla Oerlikon Mark V montage på bryggvingarna och sex enkla Mark III Oerlikon-fästen.
Dragon och Durban användes som vågbrytare till stöd för landstigningarna i Normandie i juni 1944, Dragon ersattes i polsk tjänst av Danae (som ORP Conrad) och Despatch avrustades som depåfartyg.

## Skepp i klassen
| Namn      | Fartygsnummer | Varv                                                   | Beställd       | Påbörjad         | Sjösatt           | Färdigställd                                   | Öde |
| --------- | ------------- | ------------------------------------------------------ | -------------- | ---------------- | ----------------- | ---------------------------------------------- | --- |
| Danae     | D44           | Sir W. G. Armstrong Whitworth and Company, High Walker | september 1916 | 11 december 1916 | 26 januari 1918   | 18 juli 1918                                   | Överförd till den polska flottan som ORP Conrad 4 oktober 1944 - 28 september 1946. Såld som skrot 22 januari 1948                                                                            |
| Dauntless | D45           | Palmers Shipbuilding and Iron Company, Jarrow          | september 1916 | 3 januari 1917   | 10 april 1918     | 2 december 1918                                | Såld som skrot, 13 februari 1946 |
| Dragon    | D46           | Scotts Shipbuilding and Engineering Company, Greenock  | september 1916 | 24 januari 1917  | 29 december 1917  | 16 augusti 1918                                | Överförd till den polska flottan 15 januari 1943, skadad av den tyska bemmanade torpeden Neger vid Caen 8 juli 1944. Avskriven och använd som vågbrytare vid Normandies stränder 20 juli 1944 |
| Delhi     | D47           | Armstrong Whitworth                                    | juli 1917      | 29 oktober 1917  | 23 augusti 1918   | 7 juni 1919                                    | Såld som skrot, 22 januari 1948 |
| Dunedin   | D93           | Armstrong Whitworth                                    | juli 1917      | 5 november 1917  | 19 november 1918  | oktober 1919 vid Devonport Royal Dockyard      | Överförd till den nya zeeländska flottan 1925. Torpederad och sänkt av U-124 vid Saint Pauls Rock i Sydatlanten 24 november 1941                                                              |
| Durban    | D99           | Scotts                                                 | juli 1917      | 22 juni 1918     | 29 maj 1919       | 1 september 1921 vid Devonport Royal Dockyard  | Använd som vågbrytare utanför Normandie, 9 juni 1944 |
| Despatch  | D30           | Fairfield Shipbuilding and Engineering Company, Govan  | mars 1918      | 8 juli 1918      | 24 september 1919 | 2 juni 1922 vid Chatham Royal Dockyard         | Såld som skrot 5 april 1946 |
| Diomede   | D92           | Vickers Limited, Barrow-in-Furness                     | mars 1918      | 3 juni 1918      | 29 april 1919     | 24 februari 1922 vid Portsmouth Royal Dockyard | Överförd till den nya zeeländska flottan 1925, såld som skrot 5 april 1946 |
| Daedalus  | i.u.          | Armstrong Whitworth                                    | mars 1918      | i.u.             | i.u.              | i.u.                                           | Avbeställd 26 november 1918 |
| Daring    | i.u.          | William Beardmore and Company, Dalmuir                 | mars 1918      | i.u.             | i.u.              | i.u.                                           | Avbeställd 26 november 1918 |
| Desperate | i.u.          | R. & W. Hawthorn Leslie and Company, Hebburn on Tyne   | mars 1918      | i.u.             | i.u.              | i.u.                                           | Avbeställd 26 november 1918 |
| Dryad     | i.u.          | Vickers                                                | mars 1918      | i.u.             | i.u.              | i.u.                                           | Avbeställd 26 november 1918 |